# Marije van Hunenstijn
Marije van Hunenstijn (* 2. März 1995 in Apeldoorn) ist eine niederländische Leichtathletin, die sich auf den Sprint spezialisiert hat. Mit der niederländischen 4-mal-100-Meter-Staffel wurde sie 2016 Europameisterin und gewann 2018 eine Silbermedaille.

## Sportliche Laufbahn
Erste internationale Erfahrungen sammelte Marije van Hunenstijn im Jahr 2014, als sie bei den Juniorenweltmeisterschaften in Eugene im 100-Meter-Lauf mit 12,14 s in der ersten Runde ausschied und mit der niederländischen 4-mal-100-Meter-Staffel mit 45,29 s den Finaleinzug verpasste. 2016 kam sie bei den Europameisterschaften in Amsterdam im Staffelbewerb im Vorlauf zum Einsatz und trug damit zum Gewinn der Goldmedaille bei. Im Jahr darauf schied sie bei den U23-Europameisterschaften in Bydgoszcz mit 12,23 s in der Vorrunde aus und 2018 gelangte sie dann bei den Europameisterschaften in Berlin bis ins Halbfinale über 100 Meter, in dem sie mit 11,49 s ausschied, während sie mit der Staffel in 42,15 s die Silbermedaille hinter dem Team aus dem Vereinigten Königreich gewann. 2019 startete sie bei den Weltmeisterschaften in Doha und kam dort mit 11,48 s nicht über die erste Runde über 100 Meter hinaus und auch mit der Staffel verpasste sie mit 43,01 s den Finaleinzug. 2020 wurde sie in 11,28 s Zweite beim Bauhaus-Galan in Stockholm und bei den World Athletics Relays 2021 im polnischen Chorzów verhalf sie der 4-mal-100-Meter-Staffel zum Finaleinzug. Ende Juli startete sie über 100 m bei den Olympischen Sommerspielen in Tokio und schied dort mit Saisonbestleistung von 11,27 s in der Vorrunde aus und gelangte mit der Staffel bis ins Finale, in dem sie das Rennen aber nicht beenden konnte.
2023 startete sie mit der 4-mal-100-Meter-Staffel bei den Weltmeisterschaften in Budapest und verhalf der Mannschaft zum Finaleinzug. Im Jahr darauf wurde sie bei den World Athletics Relays auf den Bahamas in 43,07 s Sechste in der Finalrunde über 4-mal 100 Meter und sicherte damit dem niederländischen Team einen Startplatz bei den Olympischen Spielen in Paris. Anschließend gewann sie bei den Europameisterschaften in Rom in 42,46 s gemeinsam mit Nadine Visser, Minke Bisschops und Tasa Jiya die Bronzemedaille hinter den Teams aus dem Vereinigten Königreich und Frankreich. Im August belegte sie mit der Staffel bei den Olympischen Sommerspielen in Paris in 42,74 s im Finale den siebten Platz. 2025 schied sie bei den Halleneuropameisterschaften in Apeldoorn mit 7,33 s in der ersten Runde über 60 Meter aus.
2019 wurde van Hunenstijn niederländische Meisterin im 100-Meter-Lauf sowie 2021 in der 4-mal-100-Meter-Staffel. Zudem wurde sie 2024 und 2025 Hallenmeisterin im 200-Meter-Lauf.

## Persönliche Bestleistungen
- 100 Meter: 11,13 s (+1,9 m/s), 30. Juni 2019 in La Chaux-de-Fonds
  - 60 Meter (Halle): 7,31 s, 4. Februar 2020 in Düsseldorf
- 200 Meter: 22,86 s (+1,4 m/s), 14. Juli 2024 in La Chaux-de-Fonds
  - 200 Meter (Halle): 23,10 s, 18. Februar 2024 in Apeldoorn